# Okręg wyborczy Ribble Valley
Okręg wyborczy Ribble Valley powstał w 1983 r. i wysyła do brytyjskiej Izby Gmin jednego deputowanego. Okręg położony jest w hrabstwie Lancashire.

## Deputowani do brytyjskiej Izby Gmin z okręgu Ribble Valley
- 1983–1990: David Waddington, Partia Konserwatywna
- 1991–1992: Michael Carr, Liberalni Demokraci
- 1992– : Nigel Evans, Partia Konserwatywna